# Solvalla
Solvalla er en hestevæddeløbsbane beliggende i bydelen Bällsta, i den vestlige del af Sveriges hovedstad Stockholm. Banen er det største travbane-anlæg i Norden. På banen afvikles hvert år et af verdens største travløb, Elitloppet.

## Historie
Banen blev indviet 31. juli 1927 og på åbningsdagen var der arrangeret 7 løb. I løbet af 1930'erne blev grunden lagt til de mange travløb, der i dag bliver kørte på Solvalla. Allerede i 1930 blev der kørt løb 36 dage om året og omsætningen passerede fem millioner svenske kroner. I 1952 blev det første "Elitloppet" kørt.
Solvalla er i dag ud over at indeholde en travbane, også et konference- og messecenter, ligesom kontorfaciliteterne rundt om banen blandt andet huser Aktiebolaget Trav & Galopp og Svenska Travsportens Centralförbund i det man kalder "Hästsportens Hus". Bygningen af kontorkomplekset begyndte i 1984 og blev afsluttet i 2006, alt efter tegninger fra arkitektfirmaet Samark.